# Peter Funder (Politiker)
Peter Funder (* 21. Juni 1854 in Dürnfeld, heute Gemeinde Kappel am Krappfeld; † 14. August 1902 ebenda) war ein österreichischer Land- und Gastwirt und Politiker.

## Leben
Funder war der Sohn des Landwirts Peter Valentin Funder (* 6. Juni 1816; † 14. Januar 1881) und dessen Ehefrau Cäcilia geb. Gragger (* 21. November 1833; † 20. Januar 1859). Er war römisch-katholisch und heiratete am 21. November 1881 Thekla Edlinger (* 18. September 1863; † 1. Oktober 1937). Aus der Ehe ging ein Sohn und eine Tochter hervor. Er war ein Halbbruder von Karl Funder.
Er lebte als Land- und Gastwirt in Dürnfeld und war Mitglied des Kuratoriums der Kärntner Landeshypothekenanstalt.
Vom 14. Oktober 1890 bis zu seinem Tod am 14. August 1902 war er Abgeordneter im Kärntner Landtag. In der VII. Wahlperiode von 1890 bis 1896 war er Mitglied des volkswirtschaftlichen und des Revisionsausschussses, in der VIII. Wahlperiode von 1897 bis 1902 Mitglied des land- und volkswirtschaftlichen, des Revisions- und des Versicherungsausschusses.